# Tolypeutes matacus
Tatou à trois bandes du Sud, Quirquincho Bola, Mataco
Espèce
Statut de conservation UICN

 NT  : Quasi menacé
Le Tatou à trois bandes du Sud (Tolypeutes matacus) est une espèce de tatou originaire d'Amérique du Sud. Il a été décrit par Anselme Gaëtan Desmarest en 1804.  Il est appelé Quirquincho Bola ou Mataco en Argentine.

## Description
Ce petit tatou est très friand d'insectes mais consomme aussi des végétaux. Contrairement aux autres espèces de tatous, il ne vit pas dans un terrier ou dans un trou. En présence d'un danger, il s'enroule sur lui-même et se met en boule.

## Répartition

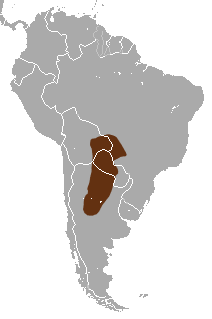
Répartition de l'espèce en Amérique du Sud.

Le Tatou à trois bandes du Sud vit  en Bolivie, au Brésil, en Argentine et au Paraguay.